# Corleonesi

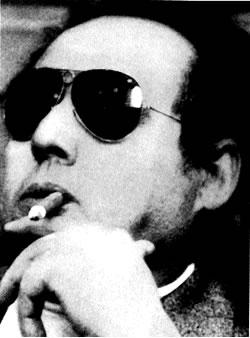
Luciano Liggio, jefe de la mafia

Los Corleonesi es el nombre que se le da a un grupo de la mafia siciliana que dominó la Cosa Nostra durante las décadas de 1980 y 1990. Eran llamados los Corleonesi porque sus líderes más destacados provenían del pueblo de Corleone, en Sicilia; primero Luciano Liggio y posteriormente Totò Riina, Bernardo Provenzano y Calogero Bagarella; el cuñado de Riina.
Los Corleonesi se las ingeniaron para hacerse con el control de la Comisión de la mafia siciliana e imponer un sistema casi dictatorial sobre la Cosa Nostra, librando una guerra contra facciones rivales entre 1978 y 1983. Los grupos mafiosos más antiguos de la ciudad de Palermo subestimaron a los mafiosos de Corleone y a menudo se referían a los Corleonesi como i viddani ("los campesinos").
La pertenencia a los Corleonesi no estaba limitada a mafiosos nativos del pueblo de Corleone. Los jefes mafiosos de Corleone aceptaron “hombres de honor”, que no necesariamente provenían de Corleone, este estatus se mantenía en secreto frente a los otros miembros de la cosca Corleone y otras familias mafiosas. Los miembros de otras familias mafiosas que tomaron el bando de Riina y Provenzano eran también llamados Corleonesi, formando una coalición que dominó la Mafia a lo largo de las décadas de 1980 y 1990, que puede ser considerado una organización paralela a la Cosa Nostra (por ejemplo: Giovanni Brusca, de la familia mafiosa San Giuseppe Jato; era considerado parte de la mafia Corleonesi).
El pentito (mafioso arrepentido) Antonino Calderone brindó relatos de primera mano sobre los líderes de los Corleonesi: Luciano Liggio, Totò Riina y Bernardo Provenzano. Sobre Liggio, Calderone dijo: "Le gustaba matar. Tenía una forma de mirar a las personas que metía miedo a cualquiera, aun a nosotros los mafiosos. El menor detalle lo disparaba, y entonces su mirada tomaba un extraño brillo que producía un silencio a su alrededor. Cuando se estaba en su compañía se debía tener precaución en como se expresaba uno. Un error en el tono de la voz, una palabra de más, y de repente ese silencio. E instantáneamente toda la situación se tornaba un silencio embarazoso, y se podía oler la muerte en el aire."